# Komet Helin-Roman-Alu 1
Komet Helin-Roman-Alu 1 (uradna oznaka je 117P/ Helin-Roman-Alu 1) je periodični komet z obhodno dobo okoli 8,2 let. 
Komet pripada Jupitrovi družini kometov .

## Odkritje
Komet so odkrili ameriška astronomka Eleanor F. Helin in ameriška astronoma Brian P. Roman ter Jeff Thomas Alu 2. oktobra 1989 na Observatoriju Palomar v Kaliforniji, ZDA . 

## Lastnosti
Jedro kometa ima premer 9 km .